# Matamala (Garcihernández)
Matamala es una localidad española perteneciente al municipio de Garcihernández, dentro de la provincia de Salamanca, comunidad autónoma de Castilla y León.

## Historia
La fundación de Matamala se remonta a las repoblaciones efectuadas por los reyes leoneses en la Alta Edad Media, que lo ubicaron en el cuarto de Rialmar de la jurisdicción de Alba de Tormes, dentro del Reino de León, denominándose Matamala ya en el año 1224.
Con la creación de las actuales provincias en 1833, Matamala, ya perteneciente a Garcihernández, quedó encuadrado en la provincia de Salamanca, dentro de la Región Leonesa.

## Demografía
En 2017 Matamala contaba con una población de 11 habitantes, de los cuales 7 eran varones y 4 mujeres (INE 2017).
| Gráfica de evolución demográfica de Matamala entre 2000 y 2017 |
|                                                                |
| Población según los censos de población del INE.               |